# Mark Hollis (astista)
Mark Hollis (Freeport, 1º dicembre 1984) è un astista statunitense.

## Palmarès
| Anno | Manifestazione      | Sede    | Evento           | Risultato | Prestazione | Note |
| ---- | ------------------- | ------- | ---------------- | --------- | ----------- | ---- |
| 2011 | Mondiali            | Taegu   | Salto con l'asta | 22º (q)   | 5,35 m      |      |
| 2015 | Giochi panamericani | Toronto | Salto con l'asta | Bronzo    | 5,40 m      |      |

## Altre competizioni internazionali
2013
- 8º al IAAF World Challenge Beijing ( Pechino), salto con l'asta - 5,30 m

2014
- 4º al IAAF World Challenge Beijing ( Pechino), salto con l'asta - 5,50 m
- Bronzo in Coppa continentale ( Marrakech), salto con l'asta - 5,55 m

2015
- 5º al IAAF World Challenge Beijing ( Pechino), salto con l'asta - 5,20 m

2016
- 4º al DécaNation ( Marsiglia), salto con l'asta - 5,00 m
- In finale al DécaNation ( Marsiglia), salto triplo - nm